# 선물 가게를 지나야 출구
선물 가게를 지나야 출구(Exit Through The Gift Shop)는 영국에서 제작된 뱅크시 감독의 2010년 다큐멘터리 영화이다. 뱅크시 등이 주연으로 출연하였고 홀리 커싱 등이 제작에 참여하였다.

## 출연

### 주연
- 뱅크시
- 티에리 구에타
- 스페이스 인베이더
- 셰퍼드 페어리
- 리스 이판